# Cigándi református templom
A cigándi református templom körítőfallal övezett, dombtetőn álló református templom Cigánd település központjában, Nagycigánd elődtelepülés területén. Középkori eredetű gótikus templom keleti szentélyének és nyugati homlokfalának felhasználásával épült 1793-ban és 1835-1839 között. A műemlék törzsszáma: 1278, helyrajzi száma: 1128. KÖH azonosítója: 2712 
A templom melletti parókiát 1894-ben építették.

## Története

### Előzmények
A helyi hagyomány szerint, a templom keleti szárnyát még a husziták építették. A templomot a 16. század közepén a reformátussá lett lakosok vették birtokba, melyről az 1595-ös összeírás is bizonyságot tesz. Ezt a régi templomot 1793-ban kibővítették, de a megszaporodott számú lakosságnak ez is szűknek bizonyult.  Ekkor a hívek egy új templom építésén tanakodtak, ehhez azonban nem volt elég pénzük a cigándiaknak. 1798-ban a templom nagyobbítása mellett döntöttek. Kis- és Nagycigánd lakói azonban nem egyeztek, így a tervekből csak egy magtár valósult meg, amit a lelkésznek építettek.  
Az 1806. évi egyházi vagyonfelmérés szerint a Nagy-Czigándon fekvő Parochia Fundusa beltelkén egy kőtemplom állott, mely kelet-nyugati tájolású. 9 öl és egy láb hosszú, napnyugat felé való végén és 3 öl és egy láb széles. A templomkert 208 négyzetöl nagyságú, ahol egy 12 öl magasságú erős, vastagfából készült torony állt, amelynek két harangja volt.

### Építése

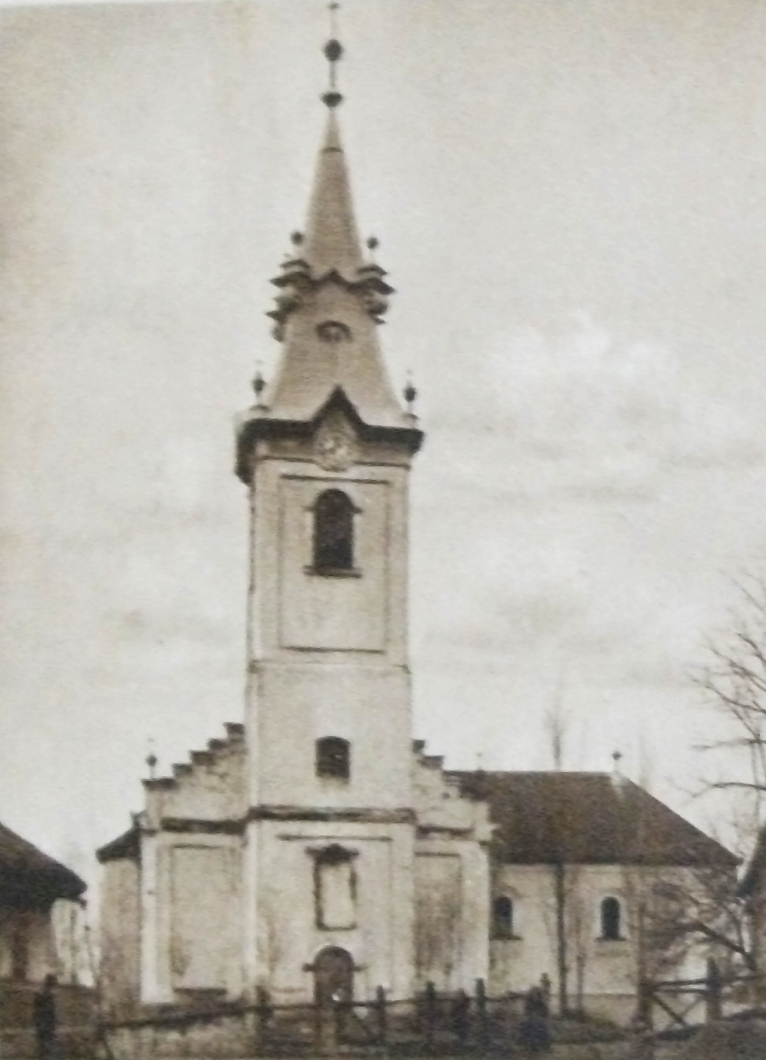
Cigánd Református Temploma (régi képeslap)

1832-től a gyülekezet régi templomát (amely a jelenlegi építmény keleti szárnya volt), mai alakjában kezdték el felépíteni.  A kelet-nyugati tengelyű középkori eredetű gótikus templomnak meghagyták a keleti szentélyét és a nyugati homlokfalát. E kettő közé építették fel a jelenlegi észak-déli hatalmas kereszthajót. A közel szimmetrikus alaprajzú épület déli homlokzatához, 1836-ban emelték a 32 méter magas tornyot, amelynek fazsindelyes tetejét 1887-ben cserélték ki bádogtetőre. A régi templom nyugati főbejáratát befalazták, és helyette a nyolcszög három oldalával záruló egykori szentélyen nyitottak új bejáratot. A 11×28 méteres belső térben, valamint a régi szentély (ma oldalhajó) 8×10 méteres terében és a karzatokon összesen mintegy ezer ülőhely van. Az építkezés lassan haladt, mert csak 1837-ben nyilvánították befejezettnek. Az addigi bejárat a nyugati oldalon megszűnt, helyére szószék került. A bejáratot a déli és keleti oldalra tették át. Az előbbi lett a nagycigándiak, az utóbbi a kiscigándiak bejárata. Egy ideig a főbejárat (déli oldal) melletti falban márványtábla hirdette az első világháborúban elesettek névsorát. (A tábla később átkerült a hősök emlékművére). 1924-ig festett deszkamennyezete volt a templomnak.

### Felújítások
A Cigándi Református Egyházközség protocolluma szerint, nagy anyagi nehézségek árán újították meg a templomot 1887-ben. A következő tatarozás 1923-ban volt. Ekkor kicserélték a templom teljes tetőzetét és palával fedték be. A deszkapadlás helyett tükörboltozatot létesítettek, a templom tornyát kívülről bevakolták, új karzatot építettek és a templom belső részeit kifestették. A második világháború alatt több találatot kapott a templom, így szükségessé vált renoválása. A felújítási terveket Kiss József ácsmester készítette 1945-ben. A munka 1948-ban fejeződött be. 1958 decemberében szőttes kendőkkel feldíszítve húzták fel a felújított toronyra a toronygombot. 1967-ben újabb külső és belső tatarozás következett. 1993-ban a templomtetőzet cseréje, felújítása történt műemlékpalával. 2000-ben a templom és toronyának külső festése, majd a bejárati ajtó  cseréje is megtörtént. 2000 óta a torony órája ismét működik. Az óraütéseket elektronikus harangozórendszer vezérli. 2001-ben a harangállványok cseréje, újravillamosítása, automatizálása, 2002-ben nyílászárók cseréje történt. 2015 nyarán teljes külső renoválást végeztek a templomon. Átfestették az egész épületet és a toronysüveg is újra régi fényében pompázik.

## Az épület

### Leírása

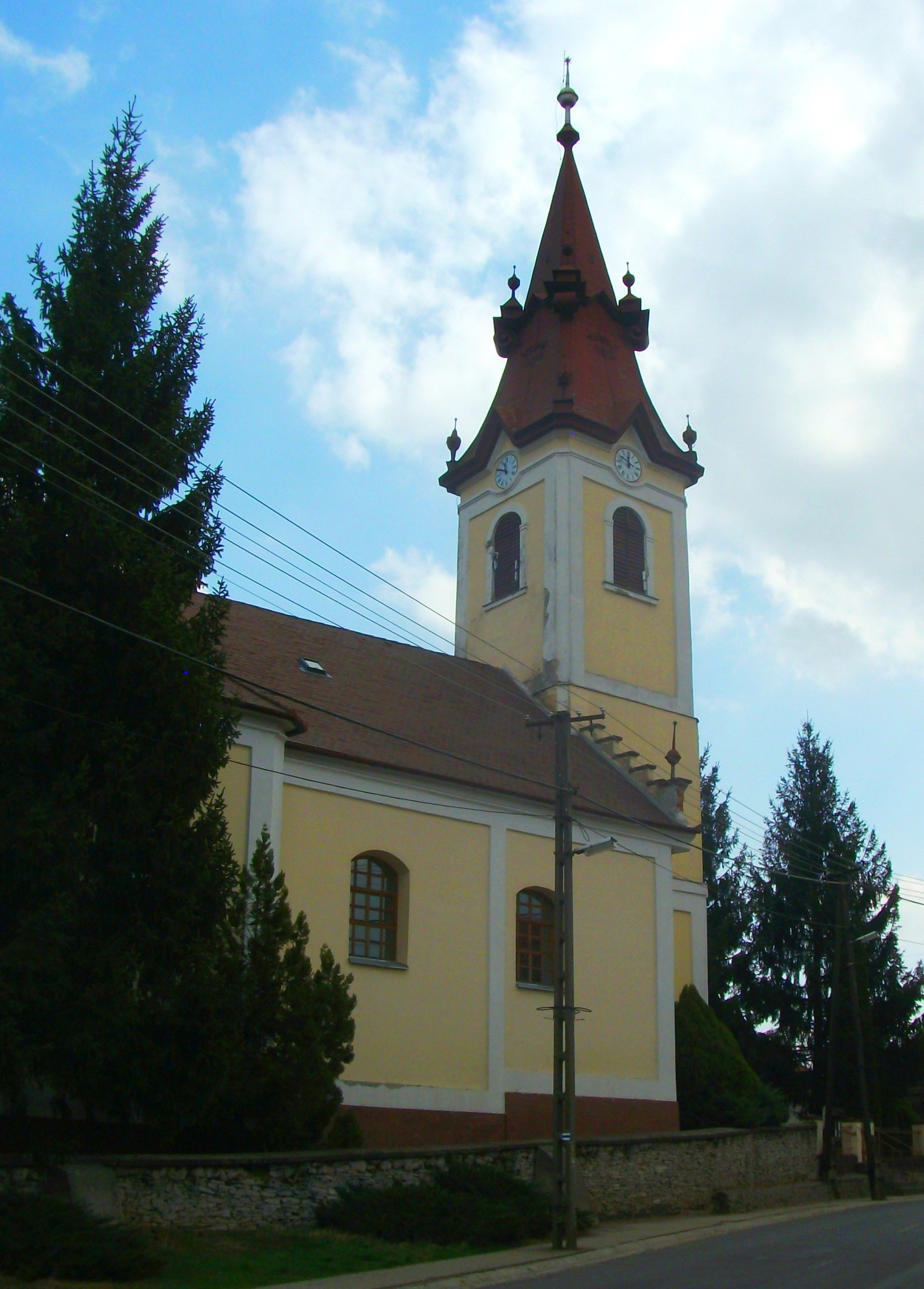
A templom nyugati oldala

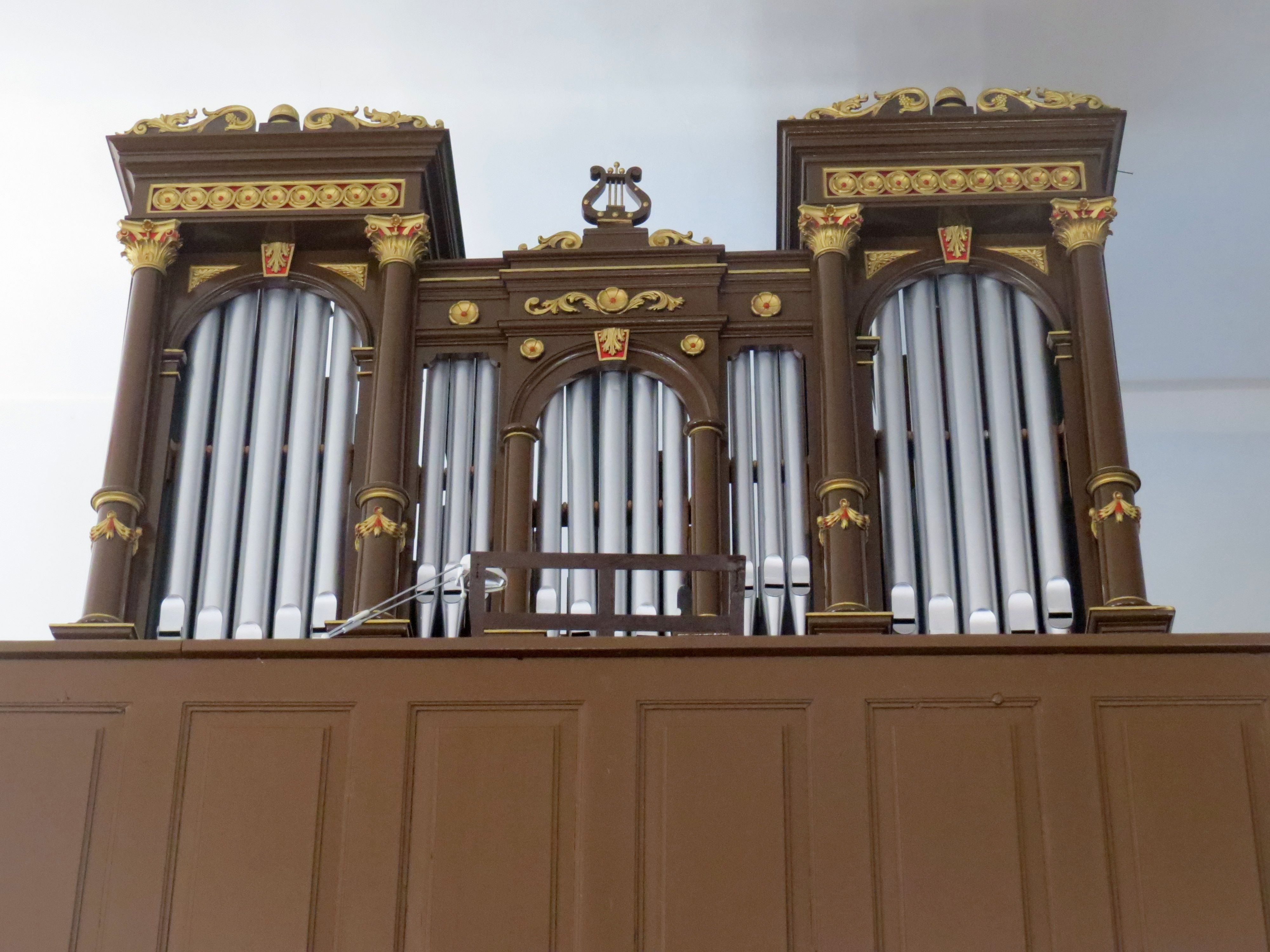
A templom orgonája

A templomot, a középkori szentély hajójának keleti kétharmadát észak és déli irányban kibővítve alakították ki. Az épület déli oldalán lévő torony, többszörösen ívelt sisakja fémlemezzel fedett, azon volutás díszítés látható. A tornyot háromszög alakú órapárkány koronázza, oldalanként egy-egy órával. A visszaugratottan élszedett sarkú torony déli oldalán, tagolt szalagkeretes záradékú ajtó, amely a templom főbejárata. A földszinttől vízszintes vakolatsávval elválasztott karzatszinten, három oldalon egy-egy, keretezés nélküli, szegmentíves záradékú ablak nyílik, míg a harangszinten oldalanként egy-egy, félköríves záradékú, vakolt szalagkeretes ablak helyezkedik el. A toronyhoz csatlakozó oromfalak lépcsős kiképzésűek. A szentély keleti oldalán a toronyajtóval megegyező formájú ajtó nyílik, felette keret nélküli körablak áll. A templom nyeregtetejét sík műpala fedi.

### Belső tere
Puritán, egyszerűségében is megragadó belső terének fehér falai, kiemelik a sötétbarna karzatot, a mózesszéket és a vörösbársonnyal körülvett szószéket. Központi helyén az Úrasztala áll (1912) kovácsoltvas ráccsal körülkerítve. A főbejárattal szembeni karzaton látható, az 1907-ben Pécsről hozott 2 manuálos orgona, melyet Angster József készített. 1989-ben és 2003-ban felújították  A templomban 1955 óta van villanyvilágítás, hangerősítése pedig 1992-től működik. 

### Harangok
Az 1600-as években két harangja volt az egyháznak. A nagyobbikat 1646-ban öntötték Eperjesen , - rajta latin felirat: „Vicem tuum audive et timui Domine” (Hallgatom szavadat s féllek téged Uram). A kisebbik egy mázsás harangon az 1750-es évszám szerepelt.
Ezek a harangok az idők folyamán eltűntek. 1838-ban Kassán öntettek egyet, majd 1909-ben még kettőt. A Kassán öntött harangot az első világháború idején felajánlották a „hadvezetőség rendelkezésére”, egy másikat pedig egyszerűen elkoboztak.
1937-ben rendeletet alkottak az időközben pótolt harangok használatáról:

„Sem pénzért, sem >>Isten nevében<< nem szólaltatható meg a harang, azok vagy hozzátartozóik felett, akik megtagadták a hitet, vagy bármely más formában megbizonyították hitükhöz és egyházukhoz való hűtlenségüket.”

–  A cigándi református egyházközség szabályzatából (1937)

1974-ben új harangot öntetett a gyülekezet, mellyel a második világháborúban elvitt hatmázsás harangot pótolták.
- Nagyharangja: 1015 kg-os, 125 cm átmérőjű, Szlezák László öntötte, Budapesten. Felirata: „Tebenned bíztunk Uram eleitől fogva. Isten dicsőségére öntették a cigándi református egyház hívei az Úrnak 1937. esztendejében...”
- Kisharangja: 600 kg-os (104 cm) és Gombos Lajos öntötte Őrbottyánban. Felirata: „Isten dicsőségére hívogatni öntették a cigándi református gyülekezet tagjai az Úrnak 1974. évében… „[21] [5]

## Jegyzetek

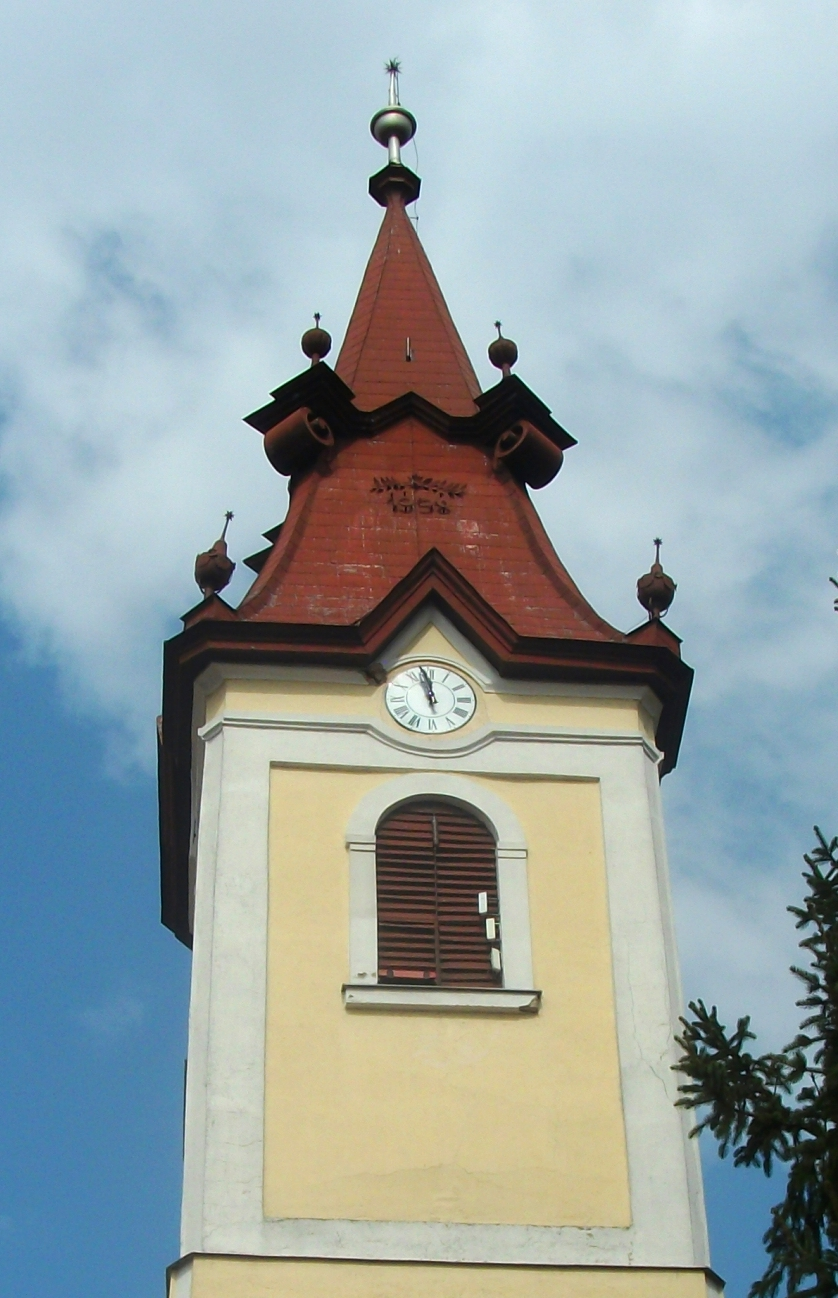
A templom 32 méter magas tornya

#### Harangozás

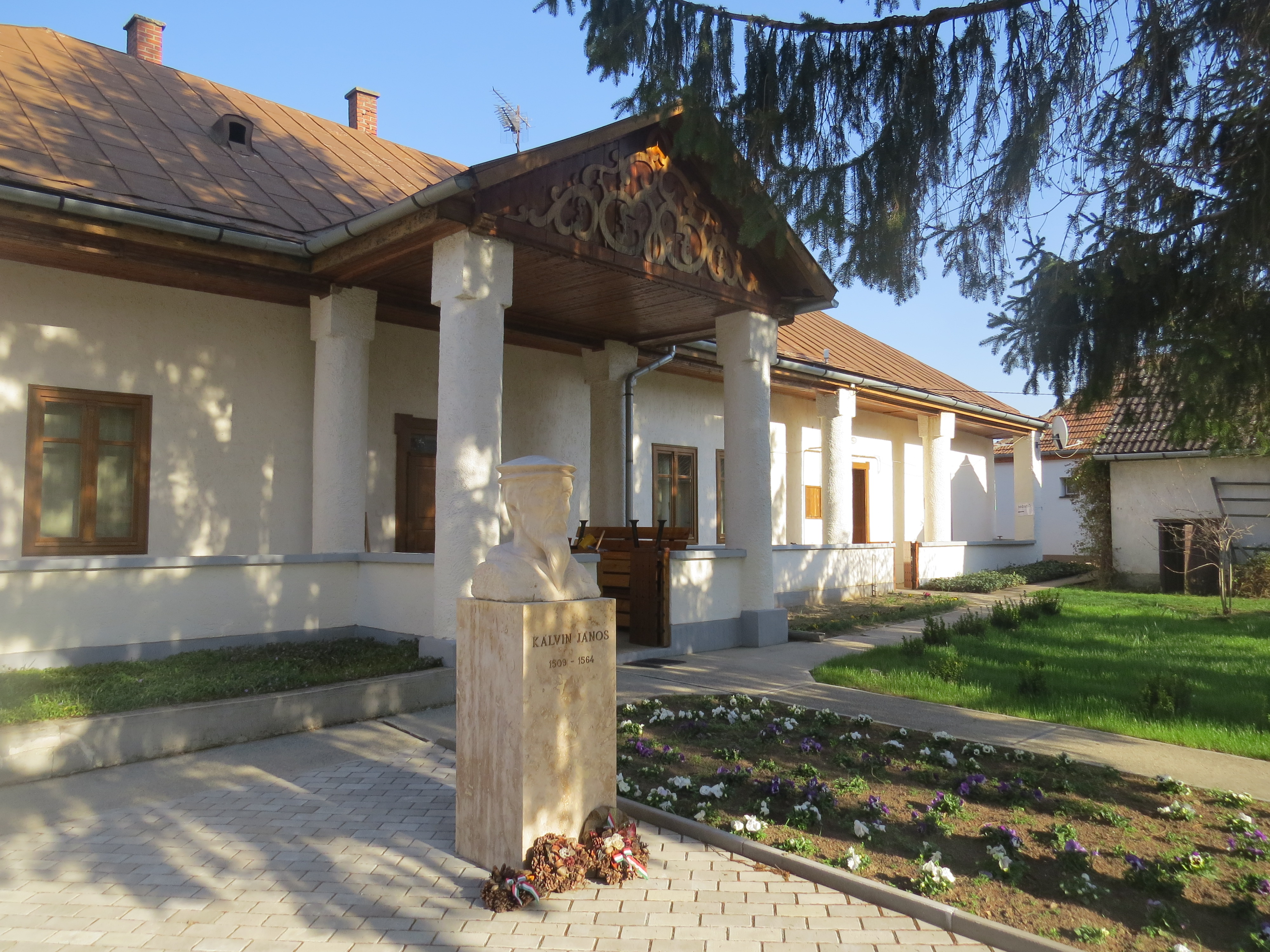
A református parókia Cigándon. A kép előterében a 2017-ben elkészült Kálvin János mellszobor - Czigándy Varga Sándor alkotása - látható.

- A vasárnap délelőtt 11 órától kezdődő istentisztelet előtt háromszor kondul meg a harang (először 10.00-kor, 10.30-kor majd 10.50-kor), és 8-8 percig szólnak alkalmanként. Az első két harangozáskor egy, a harmadik harangozáskor mind a két harang működik.
- Vasárnap délután fél háromtól kezdődik a szertartás, előtte a harangszó: 14.00-kor, 14.15-kor és 14.20-kor szól.
- Ünnepek alkalmával a vasárnapi istentiszteletek kezdési időpontja szerint harangoznak, ideértve Nagypénteket és Áldozócsütörtököt is.
- A szombati esti és hétköznapi istentiszteletekre, melyek 18 órától kezdődnek csak egyszer harangoznak.
- Halottnak szól a harang az elhalálozás napján háromszor (reggel, délben, este), ha máshol történt a haláleset (pl.: kórházban), akkor a hazahozatalkor is meghúzzák a harangot.
- Itthon elhunytak esetén párszor fordult elő, hogy a ravatalozóba kíséréskor is szólt a harang. Ez főleg egyház közeli emberek esetén volt így.
- A temetés napján szól reggel, délben és szertartás előtt háromszor, oly módon, mint a vasárnap délutáni istentisztelet esetében is.
- A hétköznap reggel 8 órától kezdődő istentiszteletből már csak a harangszó maradt, mely hétfőtől szombatig 7.50 perckor szól.
- Esküvőre is háromszor kondul meg a harang a szertartás előtt.
- Délben nincs külön harangszó a nándorfehérvári csata emlékére, mint sok helyen, mert a toronyóra is jelzi a pontos időt.

## A Cigándi Református Egyház lelkészei
A cigándi eklézsiában szolgálatot teljesítő prédikátorok nevei hiányosan maradtak fenn, különösen a kezdeti időkből.
Az alábbiak nevét, szolgálati idejét jegyezte le a krónika: 

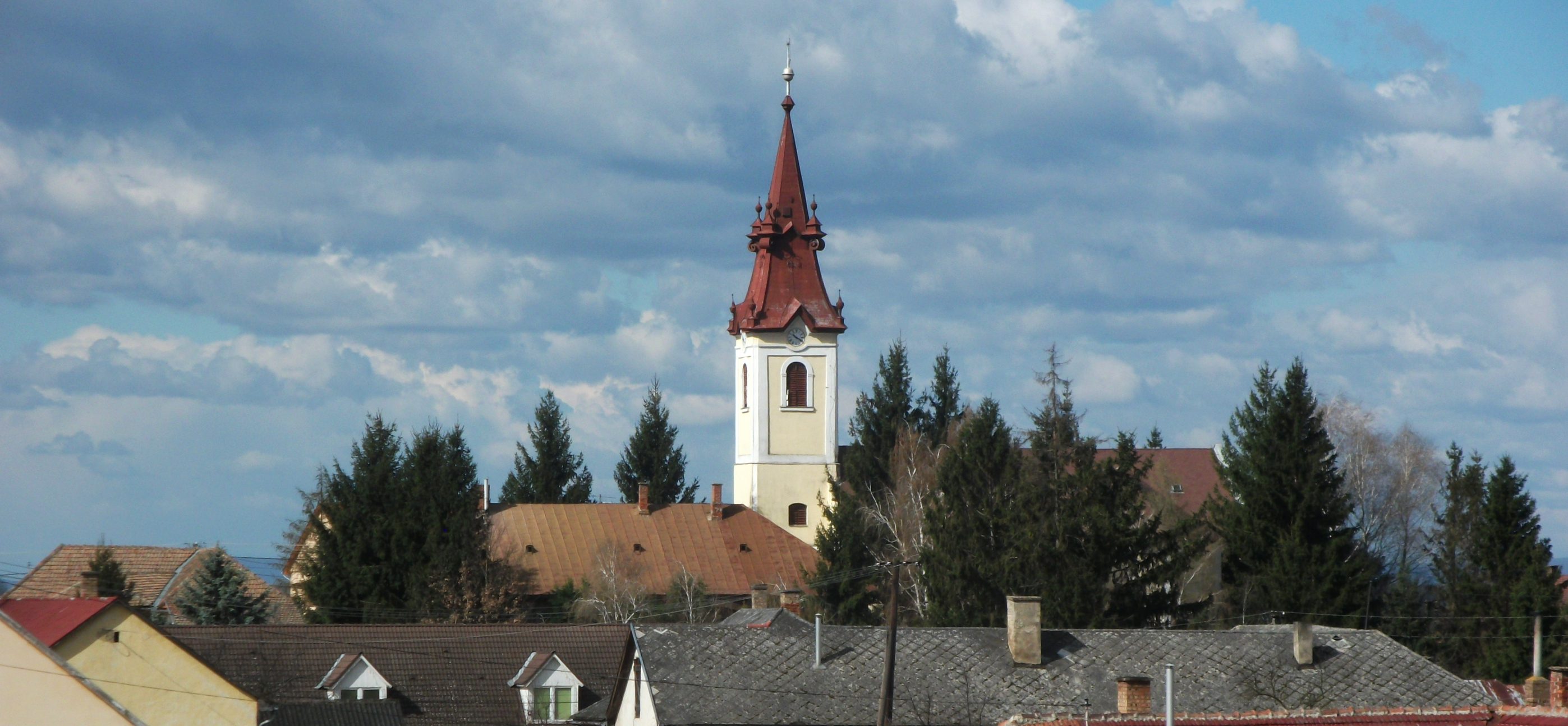
A cigándi református templom kelet felől nézve

| Sorszám | Név                                  | Cigándi lelkész volt | Megjegyzés                                                                                  |
| ------- | ------------------------------------ | -------------------- | ------------------------------------------------------------------------------------------- |
| 1.      | Kálmáncsehi Márton                   | 1627-1658            |                                                                                             |
| 2.      | Azary Péter                          | 1658-1661            |                                                                                             |
| 3.      | Dobrai István                        | 1661-1664            |                                                                                             |
| 4.      | Musai András                         | 1664-1667            |                                                                                             |
| 5.      | Decsi Márton                         | 1667-1668            |                                                                                             |
| 6.      | Olasz Péter                          | 1668                 |                                                                                             |
| 7.      | Tsernáti Sámuel                      | 1700                 |                                                                                             |
| 8.      | Pányoki Mihály                       | 1700                 |                                                                                             |
| 9.      | Bizmai Mihály                        | 1700                 |                                                                                             |
| 10.     | Újlaki Levita                        | 1700                 |                                                                                             |
| 11.     | Gönczi Izsák                         | 1710-1730            | 1730-ban Géresre távozott                                                                   |
| 12.     | Kálnai Péter                         | 1730-1733            |                                                                                             |
| 13.     | Gönczi Izsák                         | 1733-1736            | Visszakérették Géresből.                                                                    |
| 14.     | Szentpéteri János                    | 1736-1749            |                                                                                             |
| 15.     | Tsákvári István                      | 1749-1776            | Királyhelmecről hívták. Ő kezdte írni 1749-től, a cigándi református egyházi anyakönyveket. |
| 16.     | Harsányi Mihály                      | 1776-1816            | 40 éven át szolgált Cigándon.                                                               |
| 17.     | Tasnádi Nagy József                  | 1817-1826            |                                                                                             |
| 18.     | Batta József                         | 1826                 | káplán                                                                                      |
| 19.     | Kovács Sz. József                    | 1827-1829            |                                                                                             |
| 20.     | Putnoki Nagy József                  | 1829 - 1864          | külföldi egyetemen tanult, művei jelentek meg                                               |
| 21.     | Váradi Dániel                        | 1865-1867            |                                                                                             |
| 22.     | Miskolczi Pál                        | 1867-1889            | költeményeket írt, Tompa Mihály barátja                                                     |
| 23.     | Páricsy József                       | 1890-1907            |                                                                                             |
| 24.     | Ölbey János                          | 1908-1915            |                                                                                             |
| 25.     | Janka Károly                         | 1916-1946            | mádi születésű, országgyűlési képviselő is volt                                             |
| 26.     | Réti Gyula                           | 1947-1953            |                                                                                             |
| 27.     | Szűcs Lajos                          | 1953-1984            |                                                                                             |
| 28.     | Szabó Sándor                         | 1984-1988            |                                                                                             |
| 29.     | Makatura József és Makatura Józsefné | 1989-2014            |                                                                                             |
| 30.     | Kristóf István                       | 2014- jelenleg is    | Pókakeresztúrról érkezett                                                                   |

## Érdekességek
A cigándi egyházról 1595 előtt semmilyen írásos adat nem található, de az egyház birtokában lévő legrégibb kegytárgy egy fedeles keresztelőkancsó, amelynek alján 1527-es karcolás látható.

### További kegytárgyak
- 1631 - óntányér - "Nagy Fodor András Istennek tisztessigire tsináltatta az Czigándi Templomhoz Anno Domini 1631"
- 1646 - ónkanna
- 1700-1780-as évekből való két ezüstpohár

### Ülésrend
A templomban a mai napig külön megvan a kiscigándi és a nagycigándi oldal. A lányok a padsorokban, a fiúk és a gyerekek helye pedig a karzaton van. A férfiak padsorában az első sorok az elöljárókat, presbitereket illetik. A nőknél fordított az ülésrend. Itt a fiatalabbak ülnek elől, az idősebbek hátul.
A hitoktatást az államosítást követően, 1948-52-ig a hitoktató lelkipásztor végezte.

### Az úr asztalán a következő szöveg olvasható
|  | „Az úrban boldogult Tóth József jó emlékére s nagy Isten dicsőségére készítették özv. Harsányi Julianna és szülei Tóth P. Dániel s neje Bodnár Julianna 1912. május havában Készíttette: Behyna, Sátoraljaújhely” |
|  | |